# روزيلين باشيلو
روزيلين باشيلو نركين (بالفرنسية: Roselyne Bachelot) والمعروفة سياسيا باسم روزيلين باشيلو (26 ديسمبر 1946) هي سياسية فرنسية، وشغلت منصب وزارة التضامن والصحة ووزارة الصحة والرياضة بين سنوات 2007 و 2012. ثم وزارة البيئة التنمية المستدامة بين 2002 و 2004. وكانت عضوة في حزبي الاتحاد من أجل حركة شعبية وحزب الشعب الأوروبي.

## حياتها
ولدت روزيلين باسم «روزيلين ناركين» في 24 ديسمبر 1946 في نيفير وسط فرنسا، والدها هو «جان ناركين» كان مقاوما فرنسيا في الجمعية الوطنية الفرنسية خلال الحرب العالمية الثانية. ووالدتها «إيفيت لو دو» كانت طبيبة أسنان. روزلين لها أخ يدعى «جيان ناركين» عضو في الجبهة الوطنية وترشح ليكون عضوا في البرلمان الأوروبي. أما نسيبها «فرونسوا باشلوت» فقد عمل في الجمعية الوطنية الفرنسية بين سنوات 1986 و 1988 عن حزب الجبهة الوطنية.
روزيلين تحمل شهادة الدكتوراه في الصيدلة.

## مواقفها
أعلن منذ فترة طويلة عن دعمها لزواج المثليين في فرنسا، وقد تحدثت عن ذلك باسم حزبها خلال «ميثاق التضامن المدني» الذي قدمه حزبها للبرلمان الفرنسي في 1999.
وفي 2012 ساهمت في الحصول على حقوق إنشاء نسخة فرنسية من البرنامج الحواري الأمريكي الشهير The View الذي قدمت المذيعة الفرنسية لورينس فيراري.

## حياتها الخاصة
تزوجت روزيلين من «جاك باشلوت» في 1968، ورُزِقت منه بطفل يدعى «بيير».

## مناصبها

### في الحكومة
- وزيرة التضامن والصحة 2010–2012
- وزيرة الصحة والرياضة 2007–2010
- وزيرة البيئة والتنمية المستدامة 2002–2004

### الولايات الانتخابية
- عضوة البرلمان الأوروبي 2004–2007
- عضوة الجمعية الوطنية الفرنسية 1988–2002

### المجلس الإقليمي
- نائب رئيس مجلس ولاية بايي دو لا لوار 2001–2004
- مستشارة مجلس ولاية بايي دو لا لوار 1986–2007

### المجلس العام
- المستشارة العامة لولاية بايي دو لا لوار 1982–1988